# Aníbal Troilo
Aníbal Troilo, född 11 juli 1914 i Buenos Aires, död 18 maj 1975 i Buenos Aires, var en av den argentinska tangomusikens stora orkesterledare och även en av sin generations skickligaste bandoneonister. Hans orkester var en av de mest populära dansorkestrarna under guldåldern, men arrangemangen fick en mer konsertant prägel från 1950-talet.